# Andrew Fisher (Leichtathlet)
Andrew Fisher (* 15. Dezember 1991) ist ein bahrainischer Sprinter jamaikanischer Herkunft, der seit 2016 für Bahrain startberechtigt ist.

## Sportliche Laufbahn
Erstmals bei einer internationalen Meisterschaft trat Andrew Fisher bei den Zentralamerika- und Karibikmeisterschaften (CAC) 2013 in Morelia in Erscheinung. Dort siegte er in 10,14 s im 100-Meter-Lauf und gewann in 38,86 s die Silbermedaille mit der jamaikanischen 4-mal-100-Meter-Staffel. Bei den IAAF World Relays 2014 auf den Bahamas kam er im Vorlauf zum Einsatz. 2016 nahm er für Bahrain an den Olympischen Spielen in Rio de Janeiro teil, bei denen er im Halbfinale disqualifiziert wurde. 2017 gewann er bei den Islamic Solidarity Games in Baku Silber über 100 Meter hinter dem Türken Ramil Guliyev und Gold mit der bahrainischen 4-mal-100-Meter-Staffel. Mit seinen Leistungen qualifizierte er sich auch für die Weltmeisterschaften in London, bei denen er über 100 Meter mit 10,36 s im Halbfinale ausschied. 2018 nahm er erstmals an den Asienspielen in Jakarta teil und schied  dort mit 10,37 s im Halbfinale aus und konnte sich mit der Staffel nicht für das Finale qualifizieren.
2019 gewann er bei den Arabischen Meisterschaften in Kairo jeweils die Silbermedaille über 100 Meter und mit der Staffel und gelangte bei den Asienmeisterschaften in Doha in 10,20 s auf den vierten Rang.

## Persönliche Bestzeiten
- 100 Meter: 9,94 s (+1,4 m/s), 11. Juli 2015 in Madrid
  - 60 Meter (Halle): 6,57 s, 14. Februar 2017 in Ostrava (Bahrainischer Rekord)